# Kozulkai járás
A Kozulkai járás (oroszul: Козульский район) Oroszország egyik járása a Krasznojarszki határterületen. Székhelye Kozulka.

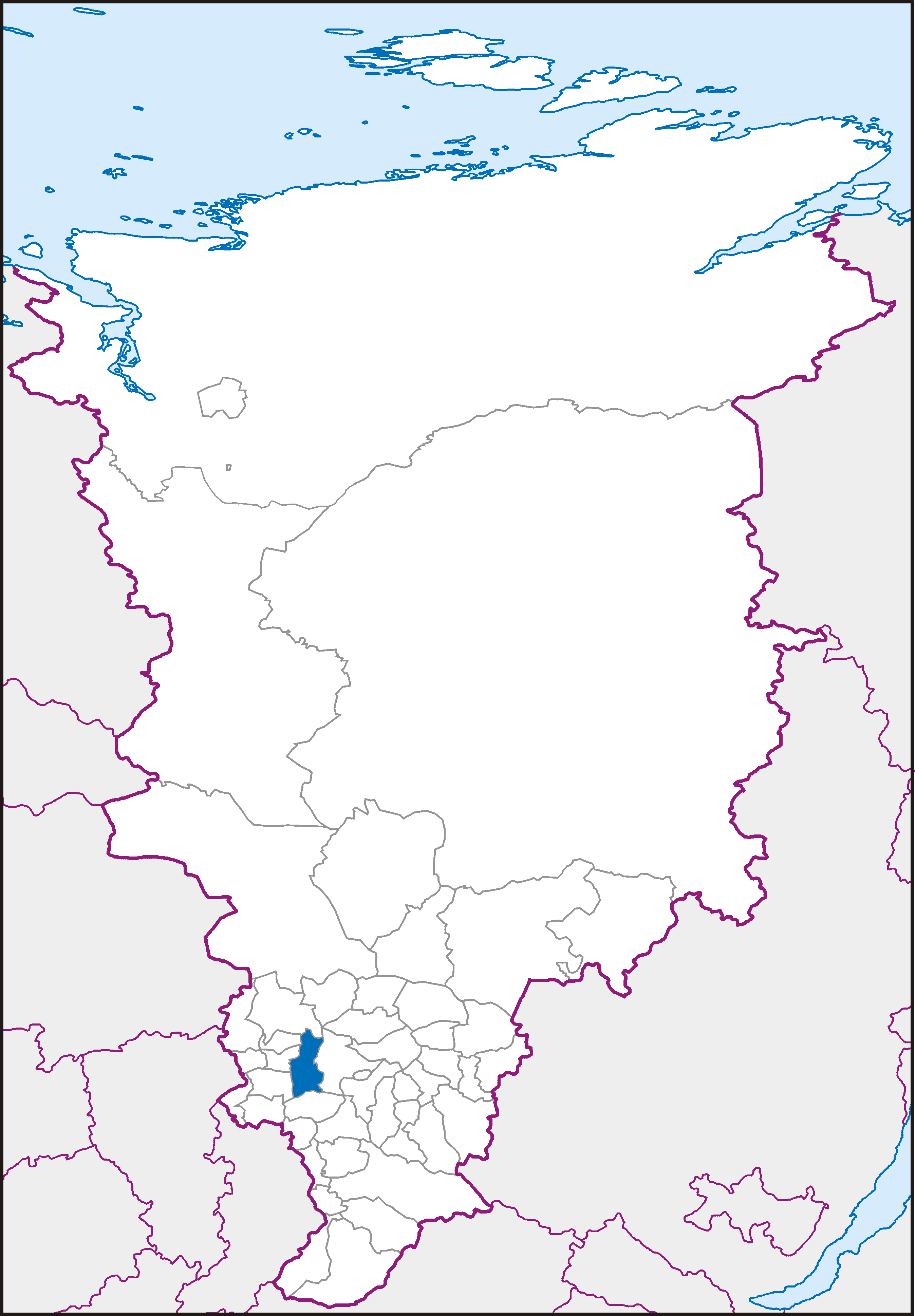
A Kozulkai járás a Krasznojarszki határterületen

## Népesség
- 1989-ben 22 076 lakosa volt.
- 2002-ben 19 010 lakosa volt.
- 2010-ben 16 688 lakosa volt.